# Saison 8 d'Alice Nevers : Le juge est une femme
Chronologie
Saison 7 Saison 9
Cet article présente les épisodes de la huitième saison de la série télévisée Alice Nevers : Le juge est une femme.

## Distribution
- Marine Delterme : Alice Nevers, juge d'instruction
- Jean-Michel Tinivelli : Commandant Fred Marquand
- Jean Dell : Édouard Lemonnier, greffier
- Noam Morgensztern : Max, officier de police
- Daniel-Jean Colloredo : Le médecin légiste (épisode 2, 3 et 6)
- Alexandre Varga : Mathieu Brémont, compagnon d'Alice (épisode 2 et 6)
- Pierre Santini : Jacques Nevers, père d'Alice (épisodes 1 et 5)

## Liste des épisodes

### Épisode 1:Ressources inhumaines
- France : 21 janvier 2010 sur TF1

- France : 7,27 millions de téléspectateurs (27,9 % de part de marché)[1] (première diffusion)

- Lannick Gautry : Michael Landrin
- Olivia Gotanegre : Éloïse Legendre
- Swan Scalabre : Anne Mérinot
- Jacques Hansen : Henri Kellerman
- Aurélie Matéo : Assistante de Kellerman
- Anne-Sophie Girard : Justine Kellerman
- Luc Bernard : François Joffre
- Faby Schneider : Catherine Joffre
- Valentine Stach : Lucie Joffre
- Benoît Gourley : Mari d'Éloïse Legendre

### Épisode 2:Les Enfants de la lumière
- France : 21 janvier 2010 sur TF1

- France : 6,68 millions de téléspectateurs (29,4 %)[1] (première diffusion)

- Romann Berrux : Tom Blanchard
- Charlotte Kady : Agnès Monnet
- Emmanuel Patron : Jacques Blanchard
- Olivier Martial : Charles Masson
- Muriel Combeau : Juge Saouid
- Lola Roskis : Vanessa
- Joan Titus : La directrice de la crèche
- Ibtissem Guerda : Nadège Moreau
- Florent Guyot : Pascal Moreau
- Marion Game : Audes Lattès

### Épisode 3:La Dette
- France : 28 janvier 2010 sur TF1

- France : 7,20 millions de téléspectateurs (27,4 %)[2] (première diffusion)

- Delphine McCarty : Clémentine Marrat
- Ati Safavi : Nina
- Laurence Colussi : Anne Wagner
- Nicky Naude : Martin Marrat
- Jean-François Lescurat : Bertrand Wagner
- Arthur Orcier : Benoît Marrat
- Emma Debroise : Élodie Desmailly
- Pierre-Marie Mosconi : Régis Desmailly
- Philippe-André Gendron : Agent Collart
- Benoit Solès : Emmanuel Mine

### Épisode 4:Mort de rire
- France : 28 janvier 2010 sur TF1

- France : 6,51 millions de téléspectateurs (28,4 %)[2] (première diffusion)

- Lubna Gourion : Juliette Marquand
- Smaïl Mekki : Patron kebab
- Géraldine Bintein : Marion Salvour
- Alexandre Pottier : M. Salvour
- Astrid Adverbe : Mme Salvour
- Frédéric Maranber : M. Bertin
- Samantha Marciszewer : Jessica Bertin
- Étienne Durot : Hugo Bertin
- Franck Desmedt : Jérôme Carel
- Florent Arnoult : Timothy Vanide

### Épisode 5:Risque majeur
- France : 4 février 2010 sur TF1

- France : 7,41 millions de téléspectateurs (29.7 %)[3] (première diffusion)

- Smaïl Mekki : Patron kebab
- Guillaume Zublena : Romain Dunand
- Abdelhafid Metalsi : Alain Moussaoui
- Delphine Rollin : Mariane Hessel
- Sophie de Fürst : Léa Castro
- Frédéric Bouraly : Pierre Castro
- Nelly Alard : Hélène Dunand
- Fabienne Dalphin : Nadine Castro
- Garlan Le Martelot : Jordan Castro
- Cyprien Kempen Hamel : Jonathan Dunand
- Ambre Kempen Hamel : Marjorie Dunand

### Épisode 6:Par amour
- France : 4 février 2010 sur TF1

- France : 6,79 millions de téléspectateurs (31,5 %)[3] (première diffusion)

- Jean-Michel Noirey : Maître Courson
- Sean Guegan : Romain Sergue
- Alice Carel : Camille Courson
- Jean-Louis Foulquier : Maître Graffin
- Tom Invernizzi : Théo
- Véronique Varlet : La sage femme
- Isabelle Leprince : Magali
- Carine Bouquillon : L'infirmière
- Silas Barry Schmitt : Le bébé d'Alice 1
- Matteo Charbonneau : Le bébé d'Alice 2
- Elisabeth Capdeville : La gardienne
- Vincent Aguesse : Le capitaine